# Батьки-засновники США
Батьки-засновники США — політичні діячі, які відіграли ключову роль в американській революції, проголошенні незалежності США, створенні конституції та деяких інших ключових подіях періоду становлення нової держави.
З усіх «батьків-засновників» найвідоміші дві групи: «Підписанти Декларації незалежності» та «Творці конституції». Більшість американських істориків називають «батьками-засновниками» не тільки ці дві вищезгадані групи, але й інших державних діячів, юристів, військових, дипломатів, звичайних громадян, які так чи інакше взяли участь у створенні та політичному оформленні США.
Американський історик Річард Морріс (англ. Richard B. Morris) визначає сімох основних «батьків-засновників»: Бенджамін Франклін, Джордж Вашингтон, Джон Адамс, Томас Джефферсон, Джон Джей, Джеймс Медісон та Александер Гамільтон.
Саму фразу «батьки-засновники» вперше використав сенатор-республіканець від Огайо, Воррен Гардінг у його зверненні до Зборів Республіканської Партії 1916 року. Він використовував її декілька разів і пізніше, особливо у своїй інаугураційній промові як Президент США.

## Історичні засновники
Вибір історика Річарда Морріса із семи ключових засновників був широко прийнятим протягом 20 століття. Джон Адамс, Томас Джефферсон і Бенджамін Франклін були членами Комітету п'яти, якому Другий Континентальний конгрес доручив розробити Декларацію незалежності. Франклін, Адамс і Джон Джей домовилися про Паризький договір 1783 року, який встановив незалежність Америки та поклав кінець Війні за незалежність США. Конституції, розроблені Джеєм і Адамсом для відповідних штатів Нью-Йорк (1777) і Массачусетс (1780), виявилися впливовими на мову, використану при розробці Конституції США. Федералістські документи, які виступали за ратифікацію Конституції, були написані Олександром Гамільтоном, Джеймсом Медісоном і Джеєм. Джордж Вашингтон був головнокомандувачем Континентальної армії, а пізніше президентом Конституційного Конвенту.

## Найважливіші батьки-засновники
|  | Джордж Вашингтон     | Перший президент і головнокомандувач американськими військами під час війни за незалежність |
|  | Томас Джефферсон     | Автор Декларації незалежності США і третій президент                                        |
|  | Джон Адамс           | Другий президент США                                                                        |
|  | Джеймс Медісон       | 4-й президент США, розробник Конституції США                                                |
|  | Александер Гамільтон | Лідер партії федералістів і видатний конституційний адвокат й філософ                       |
|  | Бенджамін Франклін   | Вчений і політичний діяч, один з ідеологів Американської революції                          |
|  | Томас Пейн           | Видатний публіцист, ідеолог Американської революції                                         |
|  | Джон Джей            | перший голова Верховного суду США, дипломат                                                 |